# مارك جيرمان
مارك جيرمان (بالإنجليزية: Marc Germain)‏ هو مقدم برامج إذاعية أمريكي، ولد في 28 مايو 1967 في لوس أنجلوس في الولايات المتحدة.

## وصلات خارجية
- الموقع الرسمي